# Божићно жито
Божићно жито или божићна пшеница је украс за божићне празнике, природно зеленило које служи за улепшавање празничног стола и има симболично значење. То је један од најзаступљенијих традиционалних обичаја код хришћана. православни верници пшеницу саде на дан Свете Варваре, 17. децембра или 19. децембра, на дан Светог Николе, док католици то чине на дан Свете Луције 13. децембра.

## Симболика
Иако је празнични украс на трпези, божићна пшеница има и дубље симболично значење. Она представља плодност, круг живота, обнову, просперитет и успешну жетву у новој години. Као симбол пшеница треба да призове плодност, добре усеве, младост, здравље и нови живот.
У прошлости се веровало да божићна пшеница може да одреди и каква нас жетва чека, па су тако верници сматрали да ће веома густа и висока донети плодну годину, док ће мање зелена, ретка, слаба и ниска означити и неуспешну жетву. Самим својим изгледом зеленило даје и наду усред зиме и снега, а служи и као благослов летине истовремено украшавајући домове.

### Порекло веровања
Према легенди Марија и Јосиф су, бежећи од Иродове војске, срели пољопривредника који је сејао пшеницу. Марија га је замолила да војницима каже да су они одавно прошли. Када су се војници појавили, десило се чудо – пшеница која иначе расте месецима одмах је израсла и сакрила их, а војници су поверовали да су они које гоне одавно отишли, па су одустали од потраге.

## Поступак сађења божићне пшенице
За сејање је потребна шака пшенице и једна плића посуда у коју ће се посејати. Православни верници пшеницу саде на дан Свете Варваре, 17. децембра или 19. децембра, на дан Светог Николе, док католици то чине на дан свете Луције 13. децембра.
Препоручује се да се пшеница остави у води два  дана раније како би проклијала, па да се тек онда посади. Зрна могу и да се замотају у мокру тканину и оставе дан или два да набубре и проклијају. Уколико се закасни са тим, довољно је пшеницу оставити на добро осветљеном месту, на коме ће исто тако брзо израсти.
На припремљену поглогу довољно је посејати један слој зрна.
На дно посуде стави се слој земље па се преко поспу зрна пшенице, затим се прекрије танким слојем земље. 
Уместо земље може да се користи и памучна вата, а тада не треба други слој за прекривање зрна. Све се залије малом количином воде и стави на добро осветљено место, које не сме да буде претопло, да се подлога не би осушила. Пшеници за раст више погодује нижа или собна температура. Засејана пшеница се залива сваки дан, једном до двема кашикама воде, тако да буде влажно, али не и натопљено.
У средини посуде треба оставити простор у који се касније стави свећа. Најбоље је пре засејавање у средину посуде ставити мању чашу. Затим се наспе земља и зрна пшенице.
Пшеница расте до Божића и кад израсте, унутар посуде, на месту где је стајала чаша, поставља се свећа а постоје и обичаји да се у средину уместо свеће стави јабука.
Постоји веровање да, што пшеница гушћа и зеленија израсте, то ће бити боља летина наредне године. После божићних празника пшеница се некада давала птицама да се тај свети део Божића не би уништио, али се исклијало жито може користити у исхрани.

## Примена у исхрани
Када жито почне да расте, може се слободно шишати, и тај део жита употребити, на пример, као декорацију за салату. Исклијано жито је веома здраво и богато храњивим материјама.